# Heinrich Wessel (Unternehmer)

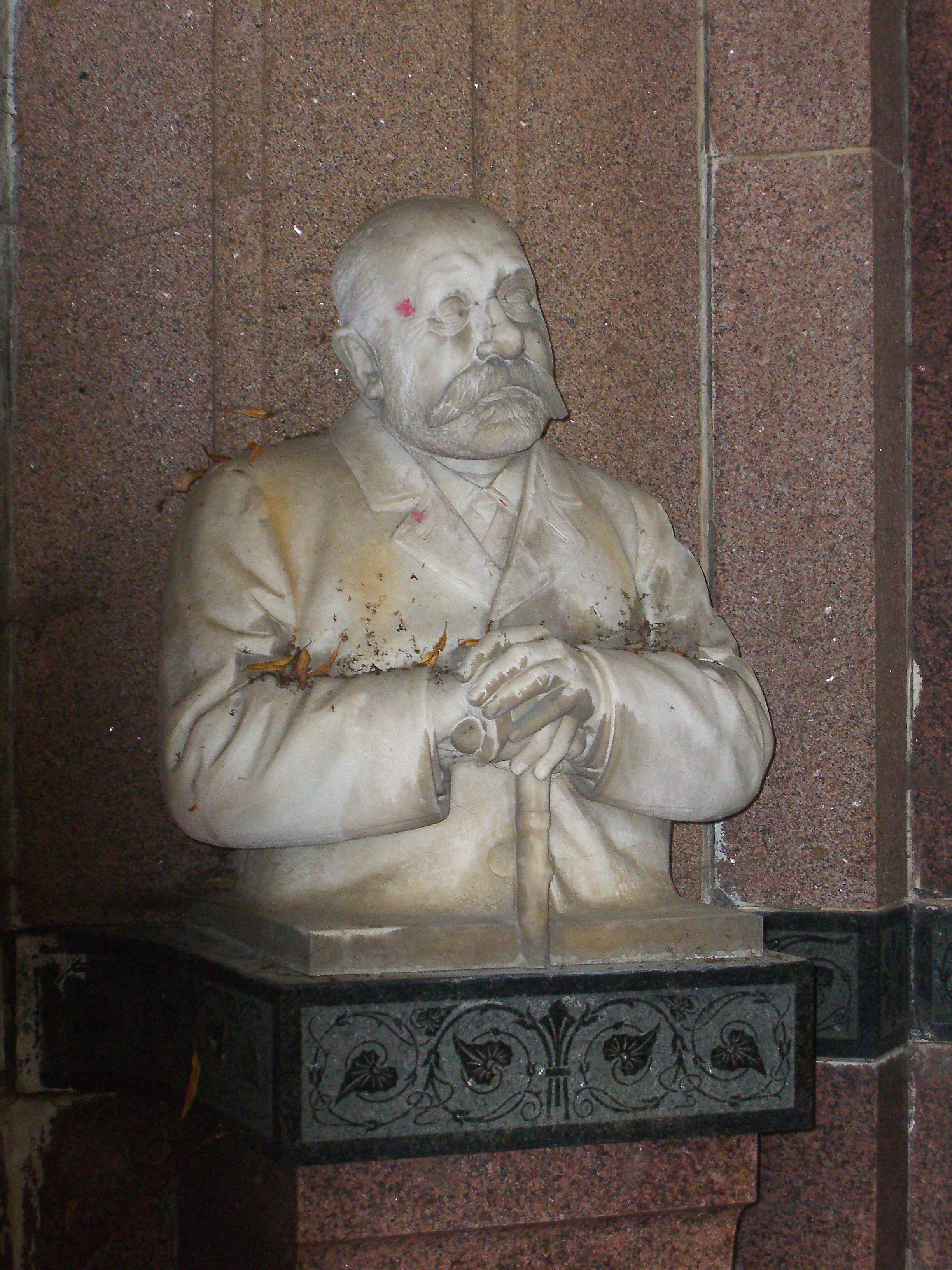
Büste H. Wessel (von Martin Götze)

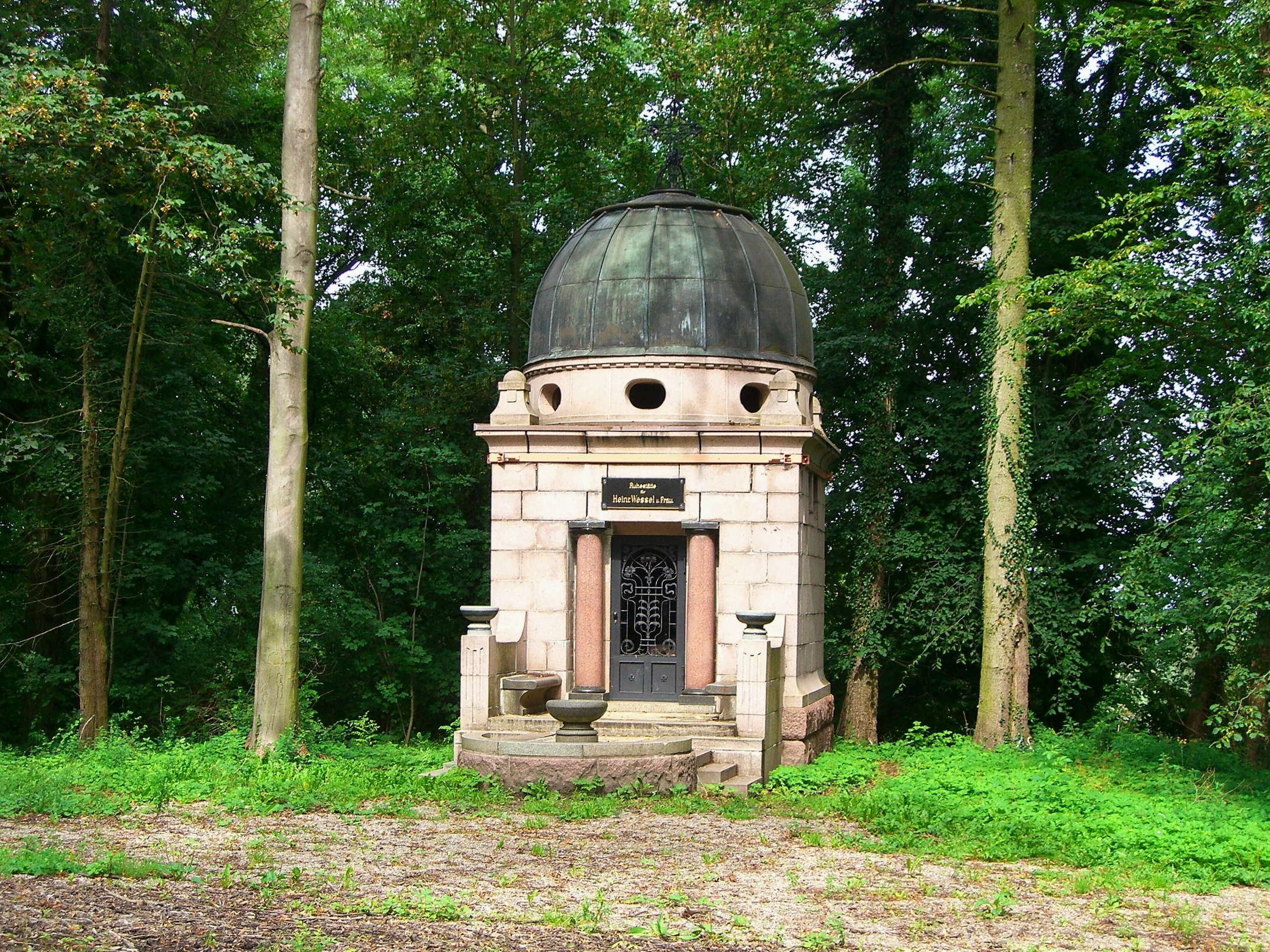
Wessel-Mausoleum in Pohnstorf

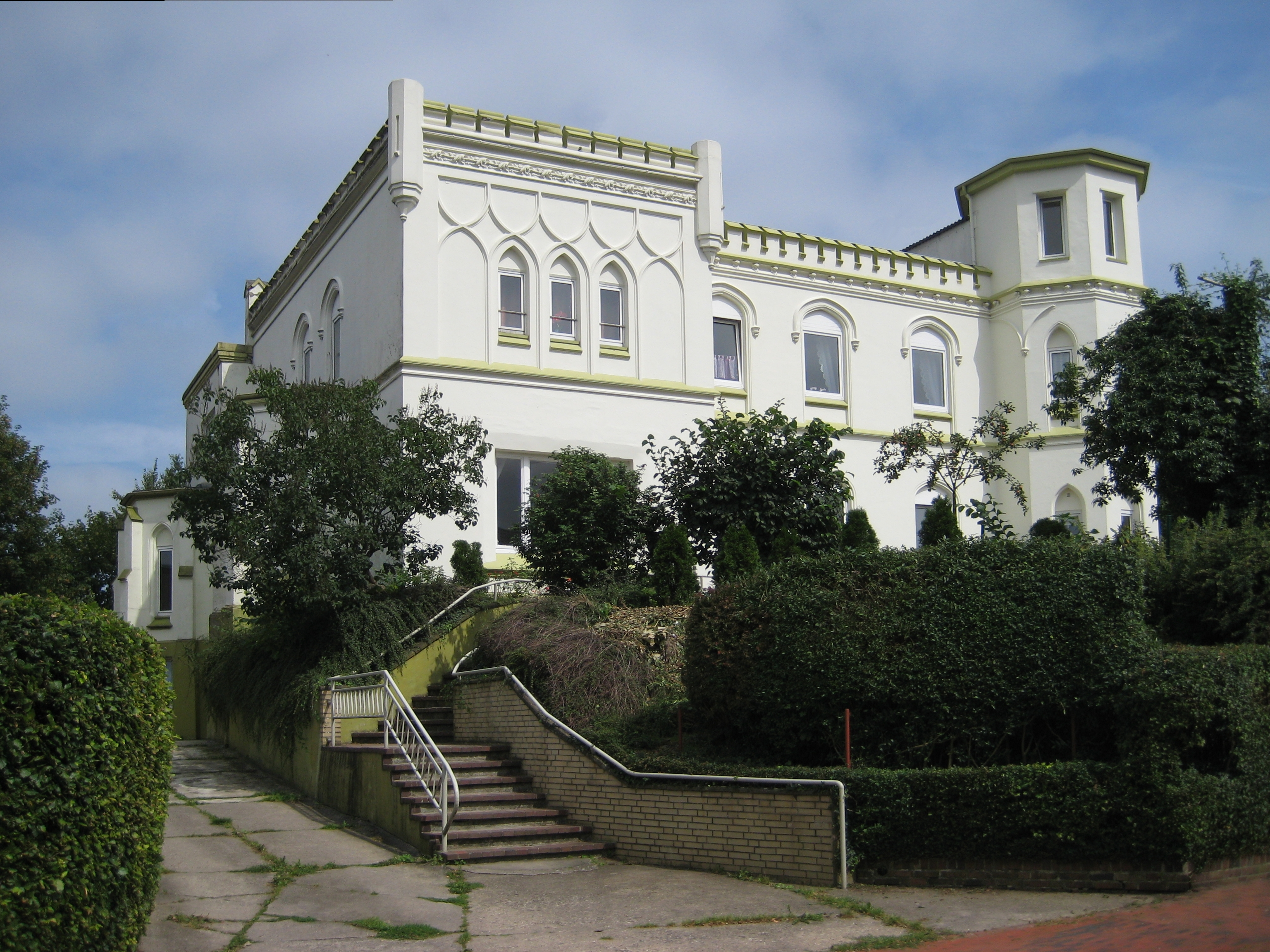
Villa „Wesselburg“ in Itzehoe, 1873 für Heinrich Wessel erbaut

Heinrich Wessel (* 23. Mai 1838 in Itzehoe; † 2. Juni 1905 in Bad Nauheim) war ein deutscher Kaufmann und Unternehmer in der Zementindustrie.

## Biografie
Heinrich Wessel war ein Sohn des Arztes Johann Wessel in Itzehoe. Er erhielt eine liberale, an humanistischen Idealen orientierte Erziehung. Nach dem Tod des Vaters wurde die Familie mit fünf Kindern auseinandergerissen, die Kinder bei verschiedenen Pflegefamilien untergebracht.
Wessel absolvierte eine kaufmännische Lehre und trat 1866 als Teilhaber in die Portlandzement-Fabrik von Gustav Alsen in Itzehoe ein. Ein Jahr später, als die Firma in die offene Handelsgesellschaft Alsen'sche Portland-Cement-Fabrik umgewandelt wurde, übernahm er die kaufmännische Leitung, die er bis zu seinem Tod behielt. Mit 15 Prozent Anteil war Wessel am Gesellschaftskapital beteiligt.
Heinrich Wessel war ebenso Direktionsmitglied der Itzehoer Gasgesellschaft.
1899 erwarb Wessel das ritterschaftliche Gut Pohnstorf bei Teterow. Hier ließ er ein heute als Baudenkmal geschütztes Mausoleum für sich und seine aus Irland stammende Frau Julia Theresa, geb. Nugent († 1908) errichten. Er begründete die Heinrich Wessel-Stiftung zur Dotierung des Altersheims in Itzehoe.

## Ehrungen
- In Itzehoe ist die Heinrich-Wessel-Straße nach ihm benannt.